# Kampí (ort i Grekland)
Kampí är en ort i Grekland.   Den ligger i prefekturen Nomós Ártas och regionen Epirus, i den centrala delen av landet, 280 km nordväst om huvudstaden Aten. Kampí ligger 26 meter över havet och antalet invånare är 1 027.
Terrängen runt Kampí är varierad. Runt Kampí är det ganska tätbefolkat, med 230 invånare per kvadratkilometer. Närmaste större samhälle är Arta, 9,7 km sydost om Kampí. Trakten runt Kampí består till största delen av jordbruksmark.